# Itánagar
Itánagar (hindsky ईटानगर) je hlavní město indického státu Arunáčalpradéš. Leží v jeho jihozápadní části v podhůří Himálaje. Dle výsledků sčítání lidu z roku 2001 má město 34 970 obyvatel.